# Франколизе
Франколѝзе (на италиански: Francolise; на неаполитански: la Tor', ла Торъ) е градче и община в Южна Италия, провинция Казерта, регион Кампания. Разположено е на 103 m надморска височина. Населението на общината е 5025 души (към 2010 г.).